# Parapsyra notabilis
Parapsyra notabilis är en insektsart som beskrevs av George Clifford Carl 1914. Parapsyra notabilis ingår i släktet Parapsyra och familjen vårtbitare. Inga underarter finns listade i Catalogue of Life.